# Klaus Müller-Hohenstein
Klaus Müller-Hohenstein (* 15. August 1936 in Neusalz/Oder) ist ein deutscher Geograph und emeritierter Professor, der für seine umfangreichen Forschungsarbeiten und Beiträge in den Bereichen Biogeographie und Geobotanik bekannt ist. Seine wissenschaftliche Karriere ist geprägt von einer tiefgreifenden Auseinandersetzung mit ökologischen und biogeographischen Fragestellungen, insbesondere in Bezug auf Trockengebiete und Biodiversität.

## Bildung und akademische Karriere
Klaus Müller-Hohenstein wurde 1936 in Neusalz/Oder geboren. Nach seinem Abitur im Jahr 1957 in Neustadt an der Weinstraße begann er ein Studium der Biologie, Geographie und Leibeserziehung für das Lehramt an der Ruprecht-Karls-Universität Heidelberg. Er schloss sein zweites Staatsexamen im Jahr 1964 ab.
Nach seinem Studium begann Müller-Hohenstein 1965 seine akademische Laufbahn als wissenschaftlicher Assistent am Geographischen Institut der Friedrich-Alexander-Universität Erlangen-Nürnberg. Dort promovierte er 1968 zum Doktor der Naturwissenschaften (Dr. rer. nat.) mit der Dissertation Die Wälder der Toskana. Im Jahr 1973 erhielt er ein Habilitandenstipendium der Deutschen Forschungsgemeinschaft und habilitierte sich 1975 mit der Schrift Die ostmarokkanischen Hochplateaus.
Im Jahr 1976 wurde er zum Oberassistenten am Geographischen Institut der Universität Erlangen-Nürnberg ernannt. Drei Jahre später, 1979, erfolgte seine Berufung auf den Lehrstuhl für Biogeographie der Universität Bayreuth, eine Position, die er bis zu seiner Pensionierung im Jahr 2002 innehatte.

## Lehre und Forschung
Seit 1973 war Klaus Müller-Hohenstein mehrfach und regelmäßig an den Universitäten Erlangen-Nürnberg und Bayreuth tätig. Seine Forschungsschwerpunkte lagen in den grundlegenden und angewandten Problemen der Biogeographie und Geobotanik, dem Naturschutz und der Geoökologie. Regional konzentrierte er sich auf den altweltlichen Trockengürtel, insbesondere Nord- und Westafrika sowie Ostafrika, die Arabische Halbinsel und Südamerika.
Für seine Forschungen war er auch in zahlreichen internationalen Kooperationen involviert, darunter mit dem Institut Agronomique et Vétérinaire Hassan II in Marokko, der Universität Sanaa im Jemen, der Universität Ouagadougou in Burkina Faso und der Universidad de La Frontera in Temuco, Chile. Er arbeitete als Landesberater, Seminarleiter und ‑teilnehmer bei der Deutschen Stiftung für Entwicklung (DSE), als Kurzzeitexperte, Evaluierer und Prüfer für die Deutsche Gesellschaft für Technische Zusammenarbeit (GTZ) und das Bundesministerium für wirtschaftliche Zusammenarbeit und Entwicklung (BMZ) sowie für verschiedene Consulting-Unternehmen, und war Mitglied von Auswahlkommissionen beim Deutschen Akademischen Austauschdienst (DAAD).
Zudem war er Mitglied der Academia Europaea und des Conseil Scientifique des Observatoire du Sahara et du Sahel (OSS). Seine wissenschaftlichen Beiträge und sein Engagement in der Forschung wurden durch seine Mitgliedschaft in diesen renommierten Organisationen anerkannt.

## Publikationen und Herausgeberschaften
Eine Vielzahl von Publikationen hat Müller-Hohenstein in referierten und nicht referierten Zeitschriften sowie in Reihen, Büchern und Buchkapiteln veröffentlicht. Er war Mitherausgeber der Zeitschrift Die Erde der Gesellschaft für Erdkunde zu Berlin und der Bayreuther Geowissenschaftlichen Arbeiten.
Zudem hat er auf zahlreichen nationalen und internationalen Konferenzen Vorträge gehalten, darunter zur Bergwaldregeneration am Kilimandscharo und zur Biodiversität von Schmetterlingen in verschiedenen Ökosystemen.

## Persönliches
Klaus Müller-Hohenstein und seine Ehefrau Ulrike haben zusammen eine Tochter, die bekannte deutsche Journalistin und Fernseh- und Radiomoderatorin Katrin Müller-Hohenstein, die heute hauptsächlich Sportsendungen und -übertragungen moderiert.

## Werke
- Die Wälder der Toskana. Ökologische Grundlagen, Verbreitung, Zusammensetzung und Nutzung. Palm & Enke, Erlangen 1969, ISBN 3-920405-24-2 (131 S.).
- Die ostmarokkanischen Hochplateaus. Ein Beitrag zur Regionalforschung und zur Biogeographie eines nordafrikanischen Trockensteppenraumes. Palm & Enke, Erlangen 1978, ISBN 3-920405-43-9 (186 S.).
- Die Landschaftsgürtel der Erde. Teubner, Stuttgart 1979, ISBN 3-519-03414-X (204 S.).
- mit Ahmad al-Hubaishi: An introduction to the vegetation of Yemen: ecological basis, floristic composition, human influence. TZ, Rossdorf 1984, ISBN 3-88085-248-0.
- mit Herbert Popp: Marokko. Ein islamisches Entwicklungsland mit kolonialer Vergangenheit. Klett, Stuttgart 1990, ISBN 3-12-928803-1 (229 S.).
- mit Ernst-Detlef Schulze u. Erwin Beck: Pflanzenökologie. Spektrum, Heidelberg 2002, ISBN 3-8274-0987-X.